# Змеево (Кировоградская область)
Змеево (укр. Змійове) — село в Благовещенской городской общине Голованевского района Кировоградской области Украины.
До 2020 года входило в Благовещенский район
Население по переписи 2001 года составляло 40 человек. Почтовый индекс — 26442. Телефонный код — 5259.